# بني حلوه
نجع بني حلوة' هو أحد النجوع التابعة للساحل قبلي مركز البلينا في محافظة سوهاج في جمهورية مصر العربية. حسب إحصاءات سنة 2006، بلغ إجمالي السكان في بني حلوه 4000 نسمة.
((شيخ القرية :الشيخ عمر))